# Phaula atyroa
Phaula atyroa är en skalbaggsart som beskrevs av Maria Helena M. Galileo och Martins 2007. Phaula atyroa ingår i släktet Phaula och familjen långhorningar. Inga underarter finns listade i Catalogue of Life.